# 罗马温暖期

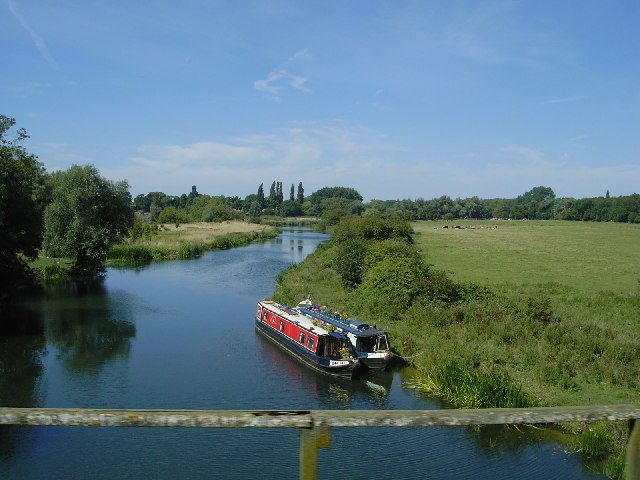
北安普敦的尼河的葡萄花粉的考古证据表明罗马人在占据不列颠时建立了葡萄园，在北安普敦以及更北方当时有很多葡萄园

罗马温暖期是在公元前250年至公元400年，欧洲与北大西洋不同寻常的一段温暖时期。有很多证据表明这一时期的存在，如古罗马人在不列颠引种了葡萄园。在安纳托利亚的Sagalassos遗址发现了橄榄油压榨，而现在该地的气候是不适宜喜温的橄榄生长的。
泰奧弗拉斯托斯 （公元前371年– 公元前287年）写道：在希腊枣椰树可以种植，但不能结果。这与现在的当地气候一致。其它一些文献片段也证实古希腊在公元前4世纪的气候与现在相当。 在帕提农神庙发现的数目年代学证据表明公元前5世纪的当地气候与现代相若。意大利的公元前第3世纪末期的树轮表明当时处于一个温和气候，所以汉尼拔的军队可以带着大象翻越阿尔卑斯山。
"Roman Warm Period"这一说法出现于1995年一份博士论文中。1999年《自然》的一篇文章使得这一概念流行起来。

## 证据
- 冰川：1986年对阿尔卑斯冰川的研究表明公元100年至公元400年，与其前、其后相比是个非常显著的温暖期。[7]

- 深海沉积：1999年基于深海沉积物粒度重建的洋流模式表明，罗马温暖期的峰值出现在公元150年[6]。